# Дадиани, Кация I
Кация I — владетельный князь Мегрелии (1704—1710), с 1704 года именовался Кация Дадиани.
Старший сын Георгия Липартиани и княжны Севдии, дочери князя Отии Микеладзе. Происходил из рода Чиковани, но в 1704 году в связи с восшествием на престол Мегрелии принял фамилию прежней династии — Дадиани. В 1704 году был назначен правителем Мегрелии своим отцом, и долгое время сохранял ему верность, однако вскоре вместе с братом Бежаном, не простив отцу развод с их матерью, рассорился с ним. Умер в 1710 году, после чего престол снова захватил его отец Георгий.